# Дом торговцев
Дом торго́вцев (лат. Domus Mercatorum) ― позднесредневековое здание, использовавшееся как место торговли, располагается на площади Эрбе в Вероне, Италия. Было построено в 1301―1304 годах. В период Средних Веков в здании располагались торговые и ремесленные гильдии. В начале XXI века здание Дома торговцев принадлежит Banco BPM и торговой палате Вероны.

## Архитектура

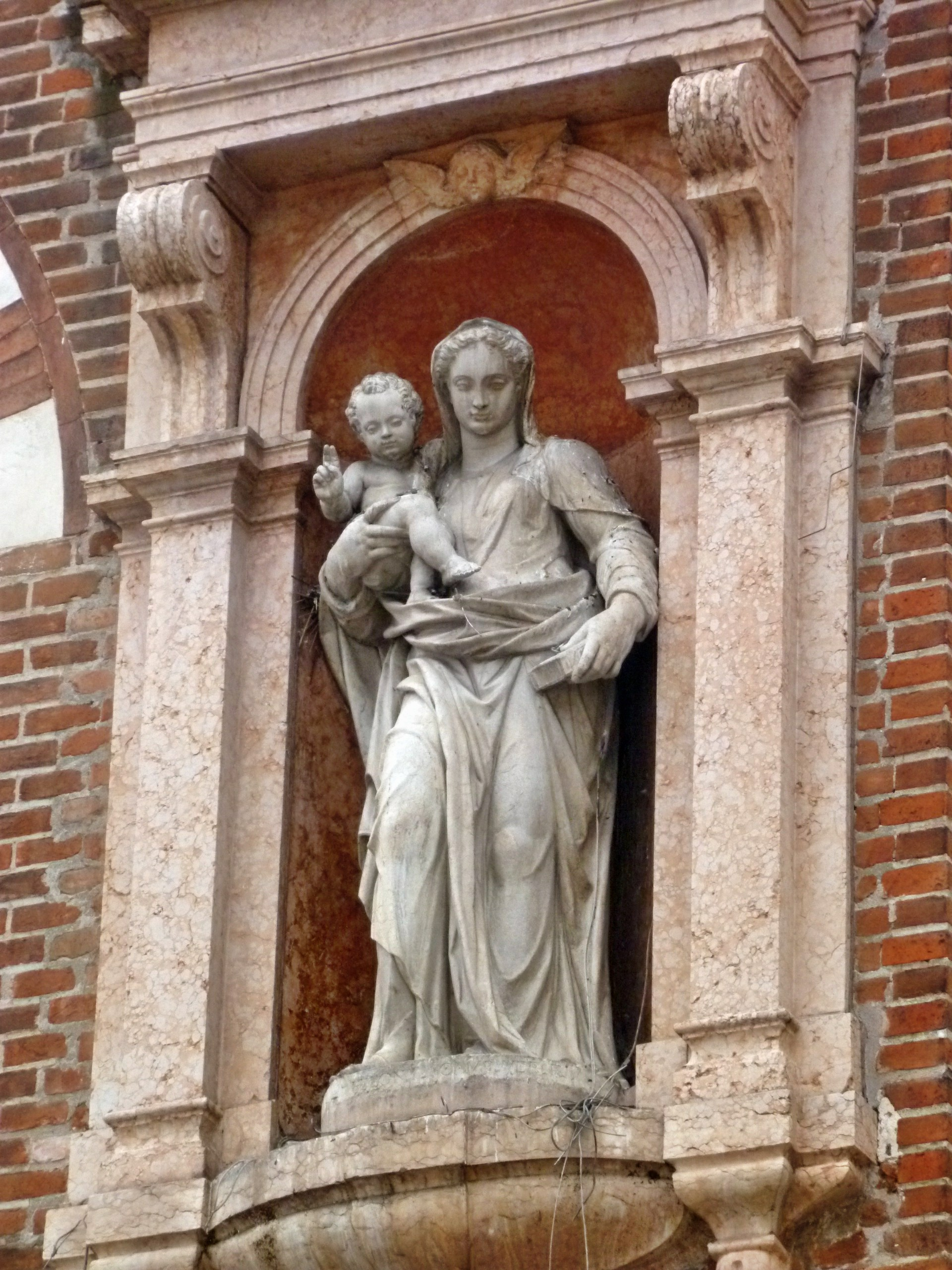
Статуя Мадонны и младенца на фасаде Дома торговцев, 2013 год

Фасад Дома торговцев выходит на площадь Эрбе, улицу деи Пелличчиаи и улицу Портичи, он выполнен из кирпича и сверху увенчан зубцами, добавленными во время реставрации в XIX веке. Фасад отличается наличием на уровне первого этажа круглых арок, разделённых между собой тонкими колоннами, при этом секции по три арки подряд разделяются более толстыми колоннами. И тонкие, и толстые колонны облицованы плитами выполнены в тосканском стиле из белого мрамора из розового камня. Арки состоят из чередующихся мраморных блоков и кирпичей. Окна на уровне первого этажа разделены двойными каменными колоннами.

## История
Деревянное здание на месте нынешнего Дома торговцев появилось ещё в начале XIII века и использовалось в качестве места занятия ремёслами, связанными с овечьей шерстью (обработка и пр.). В XIV веке правитель Вероны Альберто I делла Скала незадолго до своей смерти поручил построить каменное здание на месте деревянного, чтобы расположить в нём купеческие гильдии и торговые ряды. Нынешнее здание Дома было построено в 1301―1304 годах.
В городской жизни Вероны ремесленные и торговые гильдии играли большую роль, при этом не только экономическую, но и политическую: благодаря влиянию гильдий род Скалигеров смог взять власть над городом в свои руки. Однако деятельность рода была ограничена лишь внешней торговлей и промышленностью, хотя уставы позволяли главе дома делла Скала выполнять функции судьи в спорах и судебных процессах между купцами.

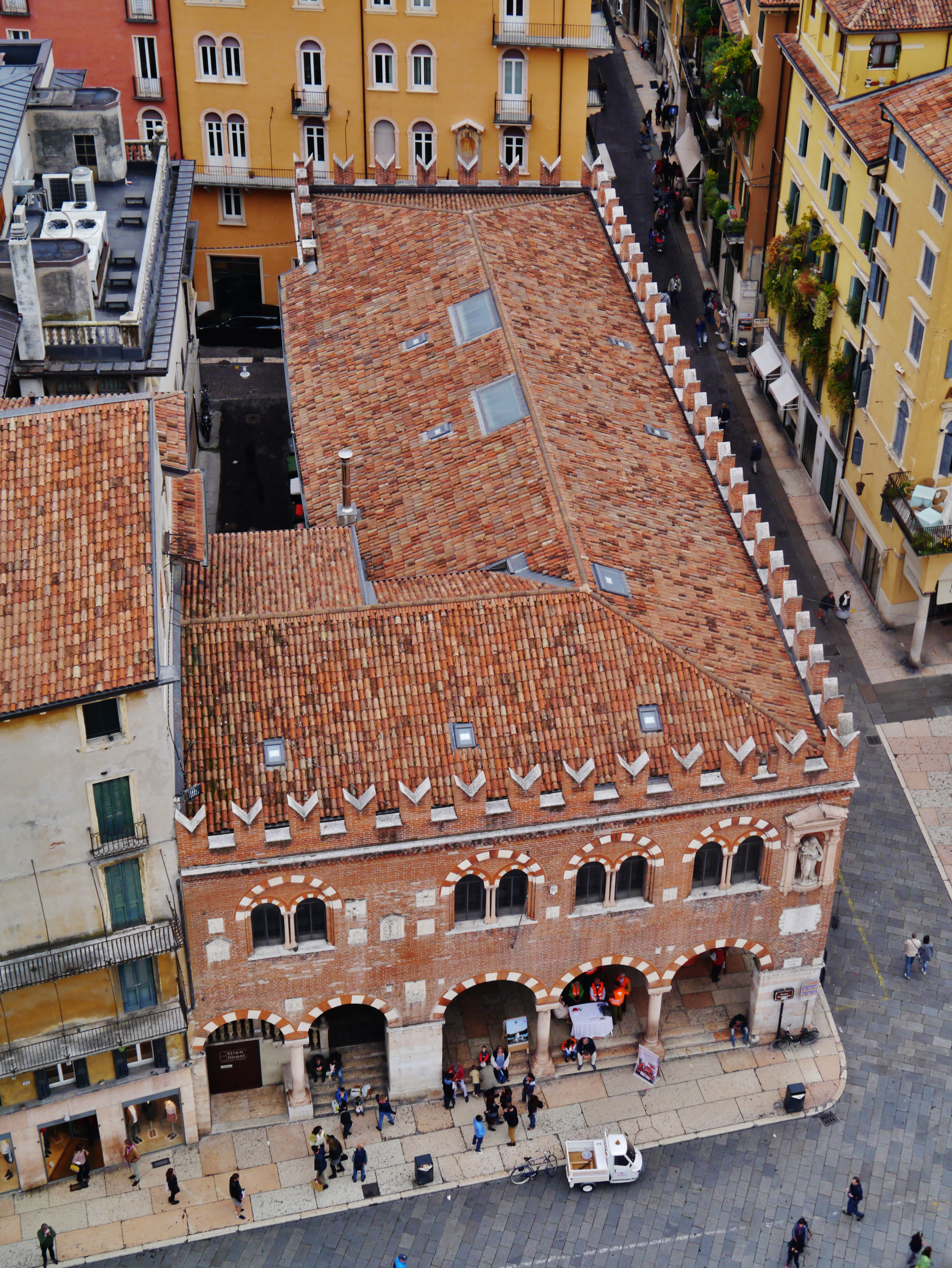
Вид на Дом торговцев с высоты башни Ламберти

Вплоть до XIX века здание Дома торговцев претерпело изменения в конструкции и планировке, но сохранило своё предназначение, став в 1802 году местом расположении торговой палаты Вероны. В 1878―1884 годах была проведена реконструкция здания, в том числе реставрация фасада, целью которой было восстановление его первоначального вида.
2 июля 1952 года в здании произошёл пожар, нанёсший серьёзный ущерб декору архивного зала XVII века, перекрытиям внутри здания и кровельным фермам. После пожара в здании проходили восстановительные работы, которые были завершены в 1954 году и привели к перепланировке внутренних помещений здания Дома торговцев.